# Куяльник (селище)
Куяльник — історичне поселення, яке існувало біля підніжжя і на схилах Шкодової гори в межах сучасного міста Одеса, в районі Хаджибейської дороги.
Селище було засновано запорожцями після зруйнування Запорозької Січі, коли велика частина козаків перейшла в турецькі володіння. Вони оселилися в передмісті Хаджибея, в районі Куяльницько-Хажибейського пересипу. Оскільки сам пересип, вузький і завдовжки 8 км, тоді постійно затоплювався, то оселялися вони на схилах гір Шкодової та Довга могила. На схилах Шкодової гори виникло поселення Куяльник — Куяльницькі хутори: Великий, Середній і Малий Куяльник, — де у 1809 р. засновано Вознесенську церкву. Сама церква не збереглася, але існують метричні книги Вознесенської церкви, які велися від 1809 до 1822 року.
Станом на 1967 рік с. Куяльник (та с. Крива Балка і с. Ленінський) включено в смугу м. Одеса.

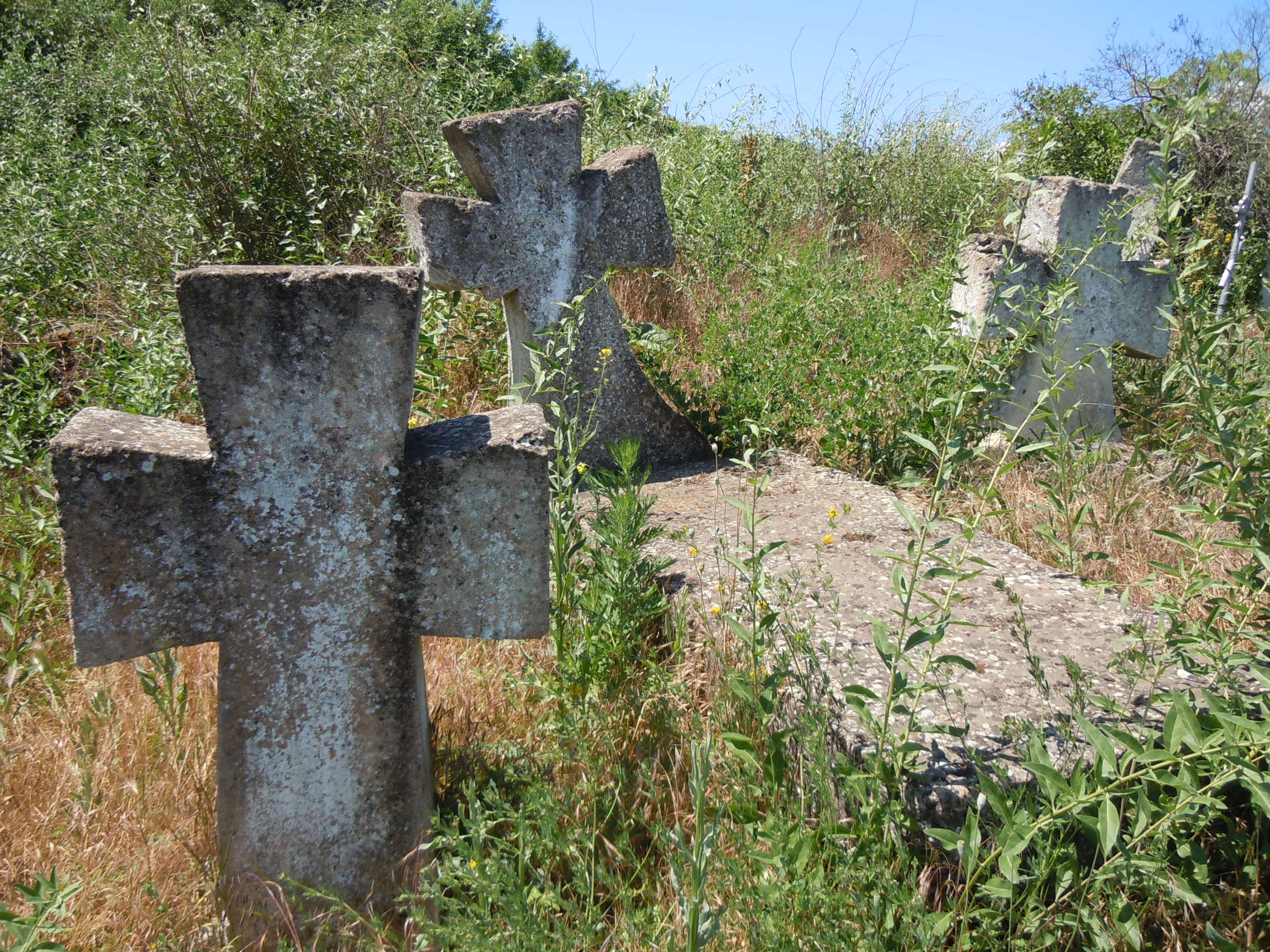
Козацькі поховання на Куяльницькому цвинтарі

На даний час від селища зберігся лише Куяльницький цвинтар, яке виникло приблизно у 1775 році, із похованнями, датованими від 1791 року, тобто за три роки до розбудови Одеси.